# فرودگاه تک‌بانده تاتنس
فرودگاه تک‌بانده تاتنس (به انگلیسی: Totness Airstrip) یک فرودگاه همگانی با کد یاتا TOT است . این فرودگاه در کشور سورینام قرار دارد .